# Gasthaus Reindlschmiede

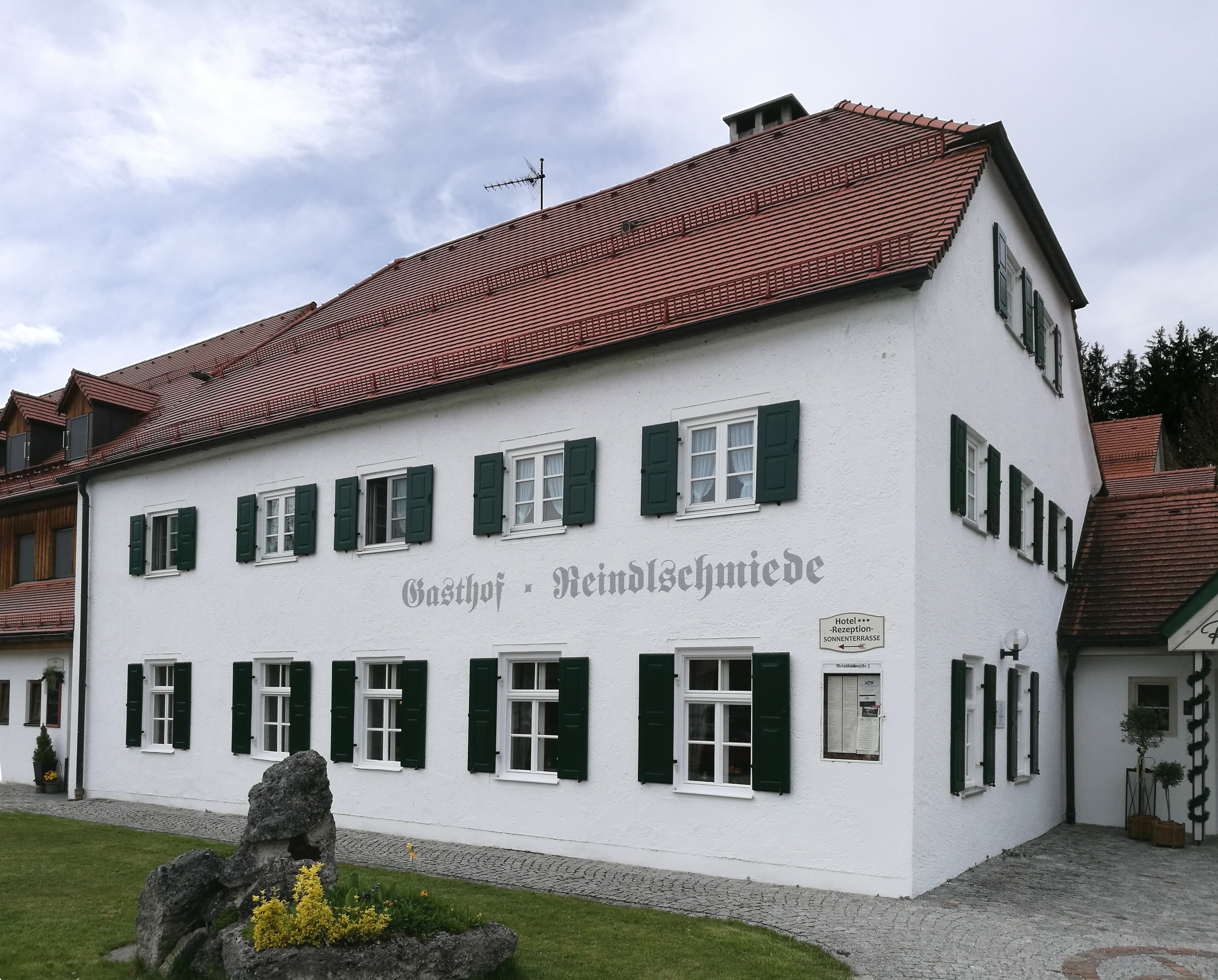
Gasthaus Reindlschmiede in Reindlschmiede

Das Gasthaus in Reindlschmiede, einem Gemeindeteil von Bad Heilbrunn im oberbayerischen Landkreis Bad Tölz-Wolfratshausen, wurde im zweiten Viertel des 19. Jahrhunderts errichtet. Das Gasthaus mit der Adresse Reindlschmiede 8 ist ein geschütztes Baudenkmal.
Der zweigeschossige Halbwalmdachbau war ursprünglich ein fünfachsiges Gebäude, das um zwei Achsen nach Westen erweitert wurde. 